# Premio Louis-Jeantet de Medicina

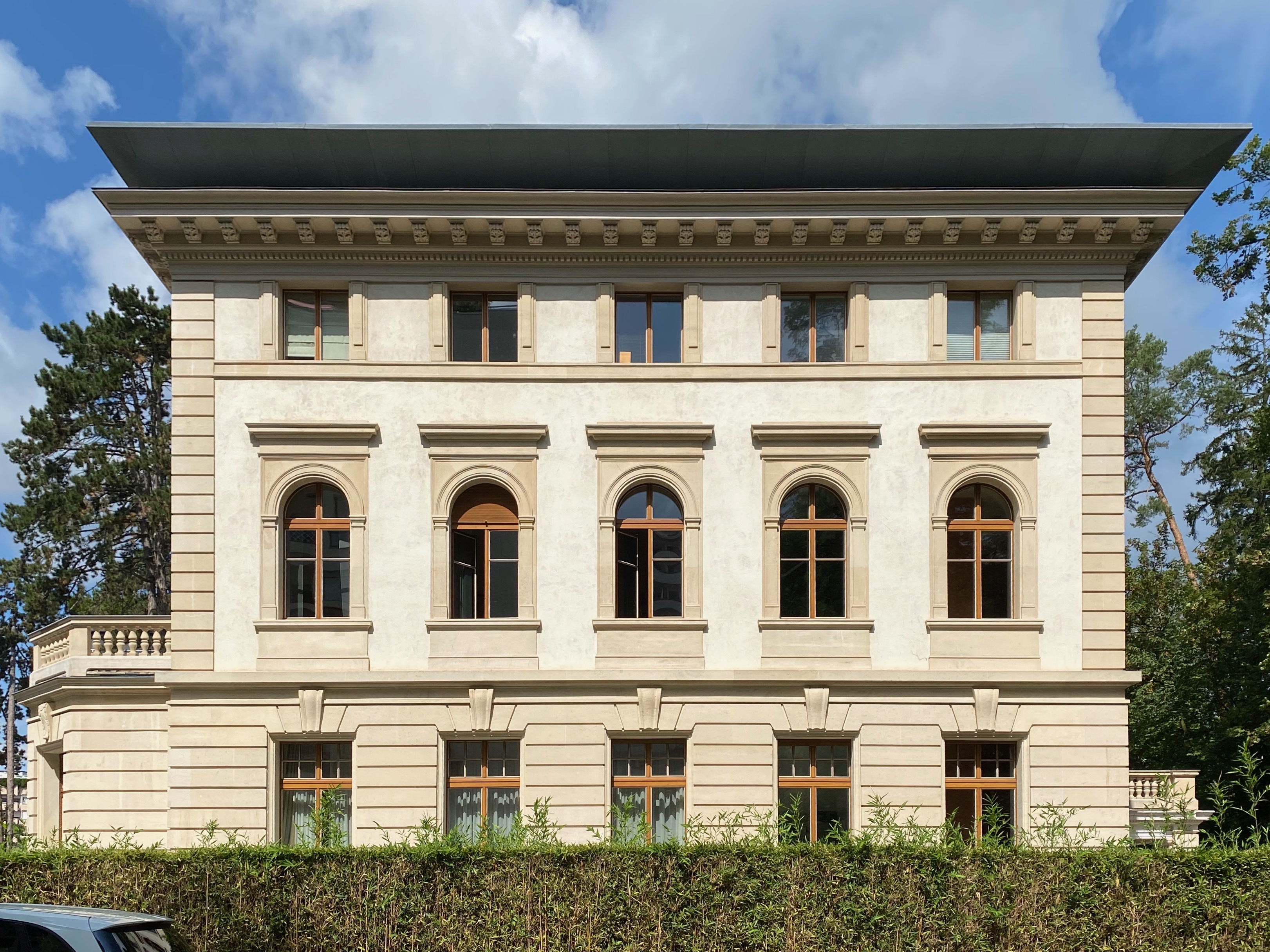
La Fundación Louis-Jeantet en Ginebra, Suiza.

Creados en 1986, los Premios Louis-Jeantet están financiados por la Fundación Louis-Jeantet y se conceden cada año a investigadores experimentados que se hayan distinguido en el campo de la investigación biomédica en uno de los Estados miembros del Consejo de Europa. No pretenden ser únicamente el reconocimiento de un trabajo ya realizado, sino también fomentar la continuación de proyectos de investigación innovadores. Los premios se conceden a investigadores plenamente activos cuyos esfuerzos científicos se centran en la investigación biomédica. Cuando la investigación que se reconoce está próxima a aplicaciones prácticas para combatir enfermedades que afectan a la humanidad, uno de los Premios Louis-Jeantet se convierte en un Premio Jeantet-Collen de Medicina Traslacional, apoyado por las generosas donaciones de la Désiré Collen Stichting. 
Los campos de investigación concretos en los que se han concedido los premios son la fisiología, la biofísica, la biología estructural, la bioquímica, la biología celular y molecular, la biología del desarrollo y la genética; los premiados han trabajado en inmunología, virología, bacteriología, neurobiología, epidemiología clínica y bioquímica estructural .
El premio está dotado con 1,4 millones de francos suizos. La suma a disposición de cada premiado asciende a 500.000 francos, de los cuales 450.000 francos se destinarán a financiar la investigación en curso y 50.000 francos se entregarán personalmente al investigador.

## Ganadores del premio
Lista de ganadores: 
- 1986: Luc Montagnier, Michael Berridge, Désiré Collen
- 1987: Sydney Brenner, Walter Gehring, Dominique Stehelin
- 1988: Rolf Zinkernagel, John Skehel, Bert Sakmann
- 1989: Roberto Poljak, Walter Schaffner, Greg Winter
- 1990: Nicole Le Douarin, Harald von Boehmer, Gottfried Schatz
- 1991: Pierre Chambon, Frank Grosveld, Hugh Pelham
- 1992: Paul Nurse, Christiane Nüsslein-Volhard, Alain Townsend
- 1993: Jean-Pierre Changeux, Richard Henderson, Kurt Wüthrich
- 1994: Thierry Boon, Jan Holmgren, Philippe Sansonetti
- 1995: Dirk Bootsma and Jan Hoeijmakers, Peter Goodfellow and Robin Lovell-Badge, Peter Gruss
- 1996: Björn Dahlbäck, Ulrich K. Laemmli, Nigel Unwin
- 1997: Philip Cohen, Kim Nasmyth, Richard Peto
- 1998: Denis Duboule, Walter Keller, Ronald Laskey
- 1999: Adrian P. Bird, Herbert Jäckle, Jean-Louis Mandel
- 2000: Konrad Basler, Thomas J. Jentsch, Ueli Schibler
- 2001: Alain Fischer, Iain W. Mattaj, Alfred Wittinghofer
- 2002: Timothy J. Richmond, Richard Treisman, Karl Tryggvason
- 2003: Wolfgang Baumeister, Riitta Hari, Nikos K. Logothetis
- 2004: Hans Clevers, Alec J. Jeffreys
- 2005: Alan Hall, Svante Pääbo
- 2006: Kari Alitalo, Christine Petit
- 2007: Venkatraman Ramakrishnan, Stephen C. West
- 2008: Pascale Cossart, Jürg Tschopp
- 2009: Michael N. Hall, Peter J Ratcliffe
- 2010: Michel Haïssaguerre, Austin Smith
- 2011: Stefan Jentsch, Edvard Moser, May-Britt Moser
- 2012: Matthias Mann, Fiona Powrie
- 2013: Michael Stratton, Peter Hegemann, Georg Nagel
- 2014: Elena Conti, Denis Le Bihan
- 2015: Emmanuelle Charpentier,[3] Rudolf Zechner
- 2016: Andrea Ballabio, John F. X. Diffley
- 2017: Silvia Arber, Caetano Reis e Sousa[4]
- 2018: Christer Betsholtz, Antonio Lanzavecchia
- 2019: Luigi Naldini, Botond Roska
- 2020: Erin Schuman, Michele De Luca, Graziella Pellegrini
- 2021: Patrick Cramer,[5] Jérôme Galon, Ton Schumacher
- 2022: Carol V. Robinson,[6] Uğur Şahin, Özlem Türeci, Katalin Karikó[7][8]
- 2023: Dario Alessi, Ivan Đikić, Brenda Schulman[9]